# Guamo
Guamo – miasto w Kolumbii, w departamencie Tolima.